# خانه زویا

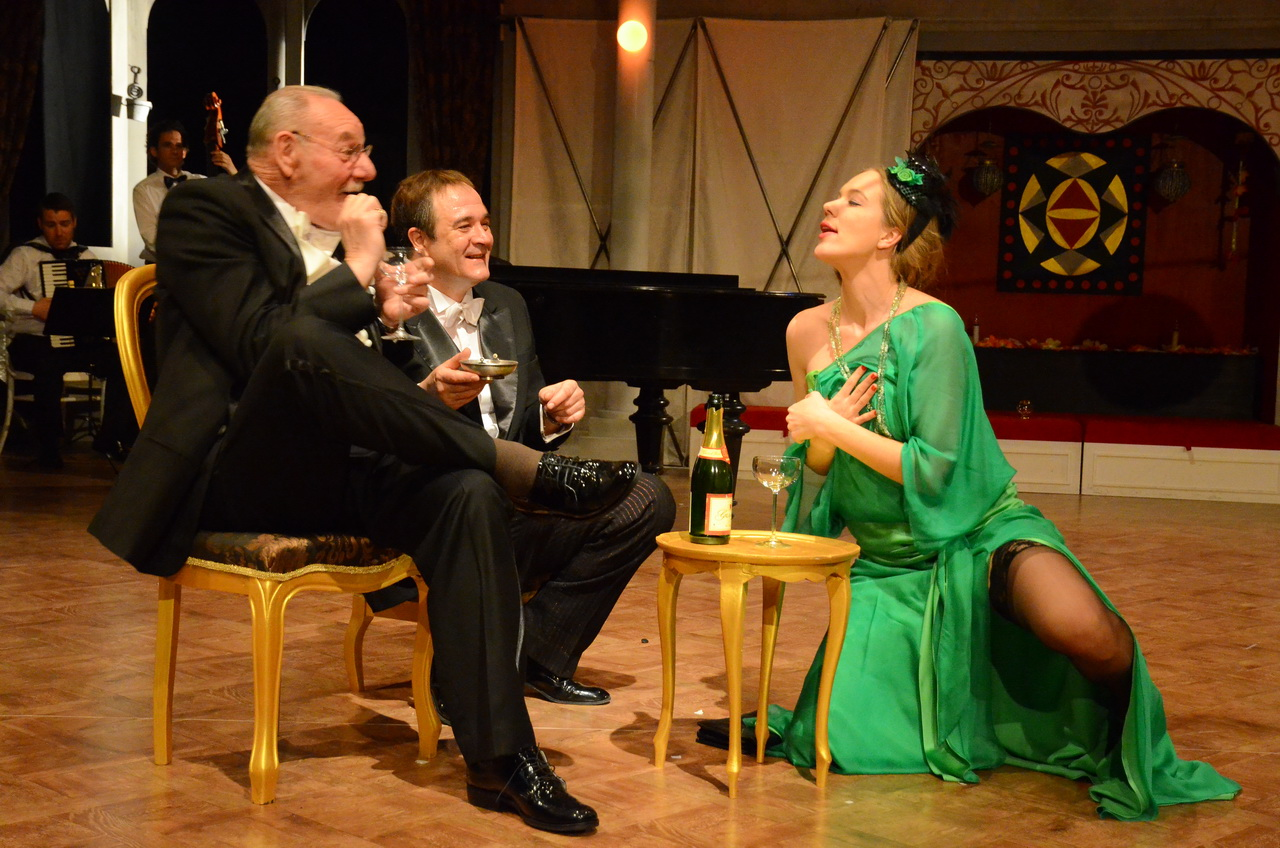
یک نمایش بر اساس نمایشنامه خانه زویا

خانه زویا (نام روسی: Зойкина квартира) نمایشنامه ای روسی نوشتهٔ میخائیل بولگاکف است. بولگاکف در این نمایشنامه که بیشتر از کمدی‌های دیگرش به آن دلبستگی داشته، در قالب فارس تراژیک به تمسخر طنزآلود معایب «سیاست اقتصادی جدید» می‌پردازد. در این نمایشنامه نیز مانند پاره‌ای دیگر از آثار بولگاکف تم مهاجرت حضوری جدی دارد و توانایی و مهارت نویسنده در تجسم دراماتیک فضای آن دوره کاملاً مشهود است. بولگاکف در خانهٔ زویا نیز مانند کاری که در رمان مرشد و مارگاریتا کرده، سعی در اثبات این مسئله دارد که واقعیت‌های زندگی در نظام سوسیالیستی را از طریق فانتزی بهتر می‌توان نشان داد.

## خلاصه داستان
حکومت شوروی در دهه آغازین موجودیت خود برای سامان دادن به اقتصاد اتحاد جماهیر شوروی مبادرت به تدوین و ارائه برنامه ای اقتصادی با عنوان سیاست اقتصادی جدید کرد. در این میان زنی به نام زویا که برای مهاجرت از کشور نیاز به پول دارد با سوء استفاده از سیاست اقتصادی جدید و پرداخت رشوه به مأموران دولت محل سکونت استیجاری خود را به کارگاه دوزندگی و مد تبدیل می‌کند و تحت پوشش کارگاه دوزندگی از طرق نامشروع به کسب درآمد می‌پردازد تا هزینه مهاجرت خود و همراهانش را فراهم کند. اما سرانجام به خاطر قتلی که در کارگاه اتفاق می‌افتد گرفتار می‌شود.

## شخصیت‌های نمایش
زویا دنیسونا پیلتس، بیوه، ۳۵ ساله
پاول فیودورویچ آبالیانینف، ۳۵ساله
الکساندر تاراسویچ آمتیستف، مدیر، ۳۸ساله
مانیوشکا، کلفت زویا، ۲۲ ساله
آنیسیم زوتیکویچ آلیلویا، مدیر ساختمان، ۴۲ ساله
گازالین، چینی، ۴۰ساله
کروب، چینی، ۲۸ساله
آلا وادیمونا، ۲۵ساله
باریس سمنویچ گوس، مدیر بازرگانی اتحادیهٔ آلیاژهای مقاوم
لیزانکا، ۲۳ساله
میمرا، ۳۵ساله
مادام ایوانوا، ۳۰ساله
روبر، وکیل عضو هیئت‌منصفه
جنازهٔ ایوان واسیلیویچ [ایوان مخوف]
اگنسا فراپونتونا
زن اول
زن دوم
زن سوم
خیاط
رفیق پستروخین
چاقالو
وانچکا
دوزنده
فاکس‌تراتر
شاعر
سیگاری